# Frank Barsalona
Frank Barsalona (* 31. März 1938 in Staten Island, New York; † 22. November 2012) war ein bedeutender Talent Agent, der das Rockkonzert-Geschäft revolutionierte und dabei die Gestaltung von Rockkonzerten selbst beeinflusste.

## Leben
Barsalona wurde auf Staten Island geboren, wo er auch aufwuchs. Bereits im Alter von neun Jahren begann er, die Familie finanziell zu unterstützen, indem er mit der Country-Musik-Show Rosalie Allen's Touring All-Stars durchs Land tourte und jodelte. Er ging dann ans Wagner College und die St. John’s University. In dieser Zeit war er auf sich selbst gestellt.
Er war bekannt für seine Ehrlichkeit, Integrität und Wärme. Der britische Agent Harold Davison prophezeite ihm deshalb, dass er in der Musikindustrie nicht überleben würde, da er zu ehrlich sei. Barsalona bewies das Gegenteil und wurde einer der ehrlichsten und erfolgreichsten Profis in der Musikindustrie.

### Karriere
Barsalona begann seine Karriere in der Poststelle von GAC, einer New Yorker Künstleragentur und wurde bald darauf der jüngste Agent der Agentur. 1964 gründete Barsalona seine eigene Agentur Premier Talent Agency (2002 an William Morris Agency verkauft); damals die erste Agentur, die sich auf Rockmusiker spezialisiert hatte. Anfangs ermutigte Barsalona junge Konzertveranstalter im ganzen Land noch unbekannte Künstler bei ihren Veranstaltungen zu buchen. Daraus entstand das heutige Touring-Geschäft. Die Konzertveranstalter, die Barsalona mentorierte wurden zu den einflussreichsten Veranstaltern in Amerika. Die Künstler, die Premier Talent anbieten konnte zählten hunderte. Dazu gehörten unter anderem Bruce Springsteen & the E Street Band, U2, The Who, Led Zeppelin, The Yardbirds, Jimi Hendrix, Bon Jovi, Santana, Jethro Tull, Peter Frampton, Humble Pie, Van Halen, Herman’s Hermits, Tom Petty and the Heartbreakers, The J. Geils Band, Black Sabbath, Yes, Van Halen, Talking Heads, The B-52's, Eurythmics, The Pretenders, Cyndi Lauper, Keith Richards, Jeff Beck, Sex Pistols, Skid Row, Journey, Earth, Wind & Fire, Emerson, Lake & Palmer, Foghat, Traffic, Fleetwood Mac, Yes und Grand Funk Railroad. Barsalona war auch Teilhaber an verschiedenen Radio-Sendern im Nordosten der Vereinigten Staaten und Teilhaber und Präsident des Fußballteams Philadelphia Fury (1977–1980).
Der Rock-Journalist Dave Marsh schrieb: „Frank Barsalona hatte eine Visio: Akteure, Promoter und Plattenlabel sollten zusammenarbeiten um Karrieren zu schaffen. Die Rockmusiker hatten nun eine ökonomische Basis außerhalb der Plattenfirmen, sie hatten die Zeit und das Geld und die Mittel, die Qualität ihrer Shows zu verbessern.“
Barsalona war Gründungsmitglied und Aufsichtsratsmitglied der Rock and Roll Hall of Fame und wurde 2005 als einziger Talentagent in der Kategorie Non-Performer aufgenommen und erhielt den Lifetime Achievement Award. Neben weiteren Auszeichnungen erhielt er den Billboard Legend of Live Award for lifetime achievement, den Performance Touring Hall of Fame Award und den Nordoff-Robbins Foundation Silver Clef Award, den ihm Bono überreichte und zu dem ihm Bruce Springsteen und Pete Townshend mit einer Video-Botschaft gratulierten.
Nach Barsalonas Tod veranstaltete seine Tochter Nicole eine Gedenkfeier am 25. April 2013 in New York, bei der führende Persönlichkeiten der Musikindustrie aus der ganzen Welt anwesend waren. Das Billboard Magazine berichtete exklusiv: „Der Raum war gepackt voll mit lebenden Legenden wie Steve Van Zandt, Springsteens Bandmitgliedern Barry Bell und Barbara Carr, und auch einer ganzen Riege von Promotern, die Barsalonas Einfluss in diesem Gebiet repräsentierten.“
Der Frank Barsalona Fund wurde in seinem Namen gegründet um verschiedene wohltätige Organisationen im Bereich von Unterhaltungsindustrie und Musik zu unterstützen.

## Familie
Barsalonas Frau, June Barsalona (geb. Harris), arbeitete als eine Feuilleton- und Nachrichten-Redakteurin bei der London Daily Mirror Group und führte das erste Interview in Großbritannien mit den The Beatles für das Disc Magazine. June arbeitete als Amerika-Korrespondentin und führte Interviews mit The Who, The Rolling Stones, Dick Clark, Nat King Cole, Roy Orbison und anderen. 1968 wechselte June zu Atlantic Records, wo sie die Kampagne für Led Zeppelin leitete und führte dann die internationalen Beziehungen, unter anderem mit Künstlern wie Cream und den The Rascals. Frank und June lernten sic durch ihre Arbeit kennen und waren 46 Jahre verheiratet, sie hatten die Tochter Nicole Barsalona.